# Chiodi rossi
Chiodi rossi è l'ultimo racconto fantasy facente parte del ciclo di Conan il barbaro dello scrittore Robert Ervin Howard. Pubblicato postumo.

## Trama

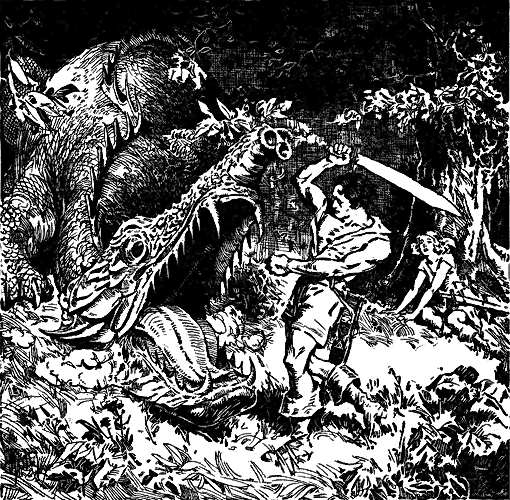
Conan affronta il drago dal Weird Tales

Chiodi rossi, inizia in una giungla nel profondo sud. Valeria della Fratellanza Rossa sta fuggendo dopo aver ucciso un ufficiale stygiano che aveva tentato di violentarla. La donna è raggiunta da Conan, un avventuriero che desidera stringere con lei un'alleanza e che le rivela di aver ucciso un sicario che si trovava sulle sue tracce. Improvvisamente l'incontro è interrotto da un drago, (un dinosauro, un incrocio tra uno Stegosaurus e un Allosaurus) che divora i loro cavalli. Conan e Valeria per sfuggire al drago si arrampicano su una rupe, priva di acqua e cibo. Presto, Conan trova alcune mele di derketa, frutti velenosi che provocano la cecità. Conan intinge la punta di una lama nei frutti e poi riesce a conficcarla nelle fauci del drago. Pur accecato, insegue i due fuggiaschi atirato dall'odore quindi Conan, giunto in un'area desertica, lo affronta uccidendolo.
La coppia si mette in viaggio attraverso un'area desertica, dove ad un giorno di viaggio raggiungono una cittadella fortificata che Conan aveva precedentemente scorto dalla rupe. La città appare deserta e così Conan forza la porta di ingresso. Si apre un mondo bizzarro e misterioso. La città di nome Xuchotl, è una massiccia struttura sormontata da una cupola di smeraldo. Un'unica grande strada attraversa la città, non ci sono cortili o strade, ma solo camere e passaggi. 
i due si separano e iniziano a perlustrare i passaggi vuoti finché Valeria incontra un uomo di nome Techotl, che gli racconta di una guerra tra due fazioni che si combattono a morte. Techotl invita Conan e Valeria nella fortezza della sua fazione, Tecuhltli. La coppia è ben accettata da Xuchotl, Olmec e Tascela una misteriosa donna. Dopo un rituale, Olmec rivela la storia di questa civiltà.
La città di Xuchotil fu costruita secoli prima che arrivassero i suoi abitanti attuali. Un giorno, uno schiavo di nome Tolkemec tradì il suo padrone e guidò degli invasori nella città. Gli abitanti originari furono sterminati. I conquistatori erano guidati da due fratelli, Tecuhltli e Xotalanc, che hanno regnato pacificamente sulla loro città. Tuttavia, una faida si sviluppò quando Tecuhltli rapì la sposa di Xotalanc. Nel frattempo, Tolkemec fu esiliato nelle catacombe. I chiodi conficcati in un pilastro all'interno della roccaforte di Olmec segnano il numero dei rivali uccisi, e fornisce il titolo per questa storia.

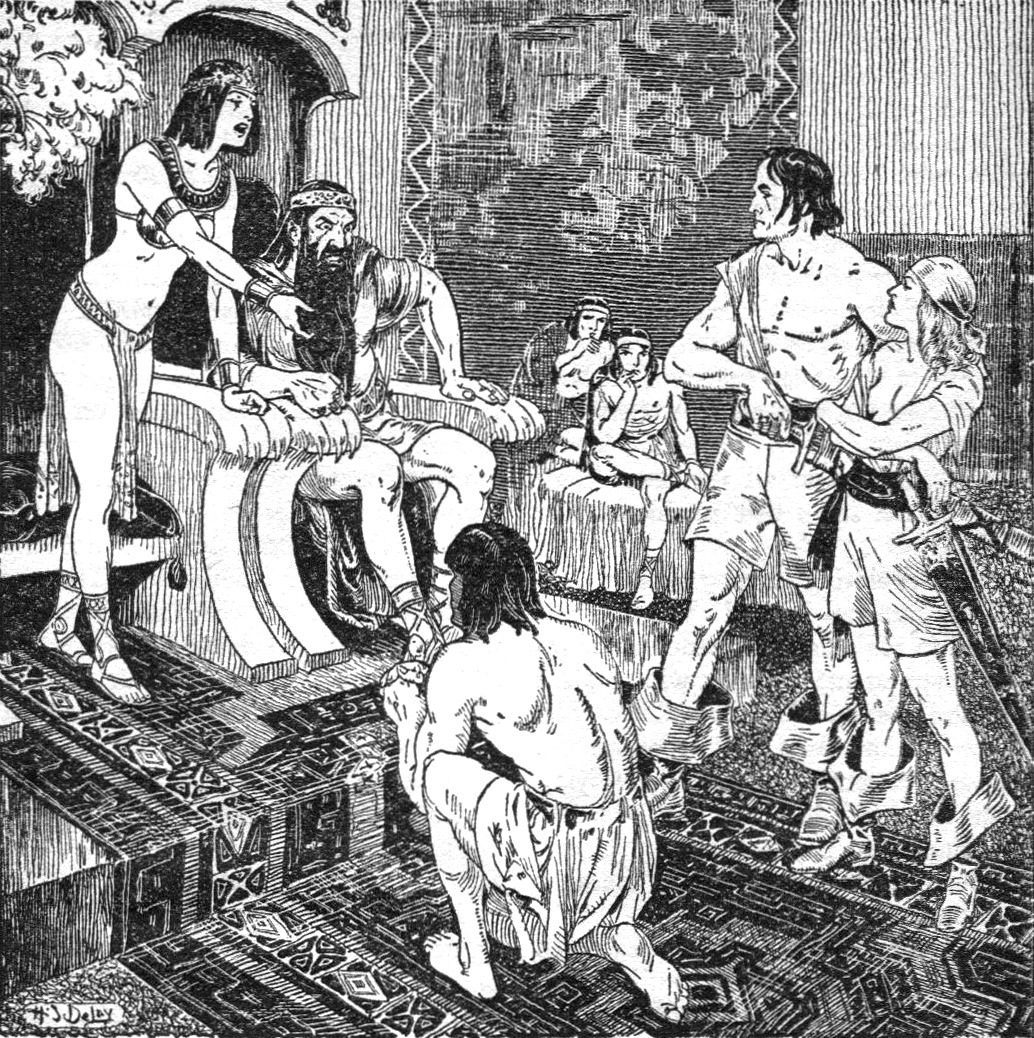
Conan e Valeria davanti a Olmec e Tascela dal Weird Tales

Durante l'udienza Tascela ha uno scontro verbale con Valeria. Nella notte Yasala, una schiava di Tascela tenta di drogare Valeria, ma la donna si risveglia. La schiava riesce a fuggire. Valeria la insegue ma la fuggitiva va incontro alla morte. Nel frattempo la fazione di Xotalanc irrompe nella fortezza. Alla fine tutti i guerrieri di Xotalanc sono sterminati, mentre dall'altra parte rimangono vivi Conan, Valeria, Olmec, Tascela, e una cinquantina di guerrieri Tecuhltli.
Mentre Conan è lontano, Olmec cerca di stuprare Valeria, ma gli viene impedito da Tascela. Tascela si rivela una maga e la sposa rapita che diede inizio alla faida. Tascela progetta di usare la vitalità di Valeria per riprendere la propria giovinezza. Nel frattempo, Olmec ordina segretamente alle sue guardie di assassinare Conan. Conan però uccide i due sicari e torna a Tecuhltli, dove trova Olmec all'interno della prigione di Tascela legato ad uno strumento di tortura. Conan libera il prigioniero e si fa guidare alla ricerca di Valeria ma quando Olmec tenta di uccidere Conan si scatena una rissa in cui Olmec rimane ucciso.
Conan affronta Tascela che ha incatenato Valeria ad un altare, ma viene imprigionato da una tagliola così suo malgrado guarda impotente come la maga proceda con il sacrificio della donna. Improvvisamente, la cerimonia di Tascela è interrotta da Tolkemec che è tornato dal suo esilio armato di un antico scettro di magia distruttiva. Nella disperata lotta contro la sua nemesi, Tascela rilascia Conan che sconfigge Tolkemec rubando il suo scettro. Dopo aver liberato se stessa, Valeria uccide Tascela immergendo un pugnale nel suo cuore.
Con gli ultimi abitanti di Xuchotl uccisi, Conan e Valeria abbandonano la città ormai morta.